# دين كرويشانك
دين كرويشانك (بالإنجليزية: Dane Cruikshank)‏ هو لاعب كرة قدم أمريكية أمريكي، ولد في 27 أبريل 1995 في تشينو هيلس في الولايات المتحدة.

## وصلات خارجية
- دين كرويشانك على موقع مرجع كرة القدم المحترفة.كوم (الإنجليزية)